# Consonne nasale alvéolaire voisée
La consonne nasale alvéolaire voisée est un son consonantique fréquent dans de nombreuses langues. Son symbole dans l’alphabet phonétique international est [n], un N minuscule, mais celui-ci peut aussi représenter une consonne nasale dentale voisée ; la dentale et l’alvéolaire peuvent être distinguées en utilisant [n̪] avec le signe diacritique indiquant l’articulation dentale et [n], sans signe diacritique, ou [n͇], avec le signe diacritique des extensions de l’alphabet phonétique international, pour l’articulation alvéolaire.

## Caractéristiques
Voici les caractéristiques de la consonne nasale alvéolaire voisée :
- son mode d'articulation est occlusif, ce qui signifie qu'elle est produite en obstruant l’air du chenal vocal ;
- son point d'articulation est alvéolaire, ce qui signifie qu'elle est articulée avec soit la pointe (apical) soit la lame (laminal) de la langue contre la crête alvéolaire ;
- sa phonation est voisée, ce qui signifie que les cordes vocales vibrent lors de l’articulation ;
- c'est une consonne nasale, ce qui signifie que l’air peut s’échapper par le nez ;
- c'est une consonne centrale, ce qui signifie qu’elle est produite en laissant l'air passer au-dessus du milieu de la langue, plutôt que par les côtés ;
- son mécanisme de courant d'air est égressif pulmonaire, ce qui signifie qu'elle est articulée en poussant l'air par les poumons et à travers le chenal vocatoire, plutôt que par la glotte ou la bouche.

## En français
Le /n/ français n’est pas l'alvéolaire [n] mais la dentale [n̪].

## En breton
Le breton possède le [n], prononcé à la fin d'un mot, comme dans le prénom Ronan.

## Dans les autres langues
L'italien possède le [n], par exemple dans les mots nido, anello et lento.

## Sources
- (en) Martin J. Ball et Nicole Müller, Phonetics for communication disorders, Psychology Press, 2005 (ISBN 0-8058-5363-4 et 9780805853636)
- (en) International Phonetic Association, Handbook of the International Phonetic Association : a guide to the use of the International Phonetic Alphabet, Cambridge, UK ; New York, NY, Cambridge University Press, 1999, 204 p. (ISBN 978-0-521-63751-0 et 0521637511, lire en ligne)